# Мецгер, Хериберт
Хериберт Мецгер (нем. Heribert Metzger; род. 1950, Вена) — австрийский органист.
Окончил Венскую Высшую школу музыки, ученик Алоиса Форера. В 1972 г. получил первую премию в органной номинации Международного конкурса имени Иоганна Себастьяна Баха. С 1975 г. преподаёт в Моцартеуме, с 1988 г. профессор органа и органной импровизации. С 2005 г. органист кафедрального собора в Зальцбурге.